# هاري ويندسور
هاري ويندسور (بالإنجليزية: Harry Windsor)‏ هو جراح أسترالي، ولد في 1914، وتوفي في 1987.